# Campionati del mondo di corsa in montagna 1994
I Campionati del mondo di corsa in montagna 1994 si sono disputati a Berchtesgaden, in Germania, il 4 settembre 1994 sotto il nome di "World Trophy". Il titolo maschile è stato vinto da Helmut Schmuck, quello femminile da Gudrun Pflüger.

## Uomini Seniores
Individuale
| Pos.    | Atleta           | Nazione    | Tempo    |
| ------- | ---------------- | ---------- | -------- |
| Oro     | Helmut Schmuck   | Austria    | 1h01'02" |
| Argento | Antonio Molinari | Italia     | 1h01'36" |
| Bronzo  | Ladislav Raim    | Rep. Ceca  | 1h01'40" |
| 4       | Jaime Mendes     | Francia    | 1h02'15" |
| 5       | Galdino Pilot    | Italia     | 1h02'20" |
| 6       | Robert Petro     | Slovacchia | 1h02'22" |
| 7       | Michael Scheytt  | Germania   | 1h02'31" |
| 8       | Robert Quinn     | Scozia     | 1h02'33" |
| 9       | Robin Bryson     | Irlanda    | 1h02'46" |
| 10      | Peter Schatz     | Austria    | 1h02'52" |

Squadre
| Pos.    | Squadra  | Punti |
| ------- | -------- | ----- |
| Oro     | Italia   | 37    |
| Argento | Francia  | 53    |
| Bronzo  | Germania | 59    |

## Uomini Juniores
Individuale
| Pos.    | Atleta           | Nazione     | Tempo  |
| ------- | ---------------- | ----------- | ------ |
| Oro     | Martin Bajčičák  | Slovacchia  | 35'59" |
| Argento | Lubomir Pokorny  | Rep. Ceca   | 36'34" |
| Bronzo  | Roman Skalsky    | Rep. Ceca   | 36'58" |
| 4       | Patrick Hartmann | Svizzera    | 36'58" |
| 5       | John Brooks      | Scozia      | 37'36" |
| 6       | Benoit Delalex   | Francia     | 37'44" |
| 7       | Maurizio Bonetti | Italia      | 37'51" |
| 8       | Erik Mikus       | Slovacchia  | 38'00" |
| 9       | Charles Sykes    | Inghilterra | 38'12" |
| 10      | Rudy Golino      | Italia      | 38'18" |

Squadre
| Pos.    | Squadra   | Punti |
| ------- | --------- | ----- |
| Oro     | Rep. Ceca | 18    |
| Argento | Italia    | 31    |
| Bronzo  | Svizzera  | 36    |

## Donne Seniores
Individuale
| Pos.    | Atleta           | Nazione   | Tempo  |
| ------- | ---------------- | --------- | ------ |
| Oro     | Gudrun Pflüger   | Austria   | 39'31" |
| Argento | Isabelle Guillot | Francia   | 40'12" |
| Bronzo  | Dita Hebelkova   | Rep. Ceca | 41'18" |
| 4       | Nives Curti      | Italia    | 41'28" |
| 5       | Evelyne Mura H.  | Francia   | 41'32" |
| 6       | Els Peiren       | Belgio    | 41'56" |
| 7       | Carolina Reiber  | Svizzera  | 42'16" |
| 8       | Odile Leveque    | Francia   | 42'20" |
| 9       | Isabella Moretti | Svizzera  | 42'30" |
| 10      | Elisabeth Rust   | Austria   | 42'33" |

Squadre
| Pos.    | Squadra | Punti |
| ------- | ------- | ----- |
| Oro     | Francia | 15    |
| Argento | Austria | 31    |
| Bronzo  | Italia  | 35    |

## Medagliere
| Posizione | Paese      | Oro | Argento | Bronzo | Totale |
| --------- | ---------- | --- | ------- | ------ | ------ |
| 1         | Austria    | 2   | 1       | 0      | 3      |
| 2         | Italia     | 1   | 2       | 1      | 4      |
| 3         | Francia    | 1   | 2       | 0      | 3      |
| 4         | Rep. Ceca  | 1   | 1       | 3      | 5      |
| 5         | Slovacchia | 1   | 0       | 0      | 1      |
| 6         | Germania   | 0   | 0       | 1      | 1      |
| 6         | Svizzera   | 0   | 0       | 1      | 1      |